# 海珠客运站

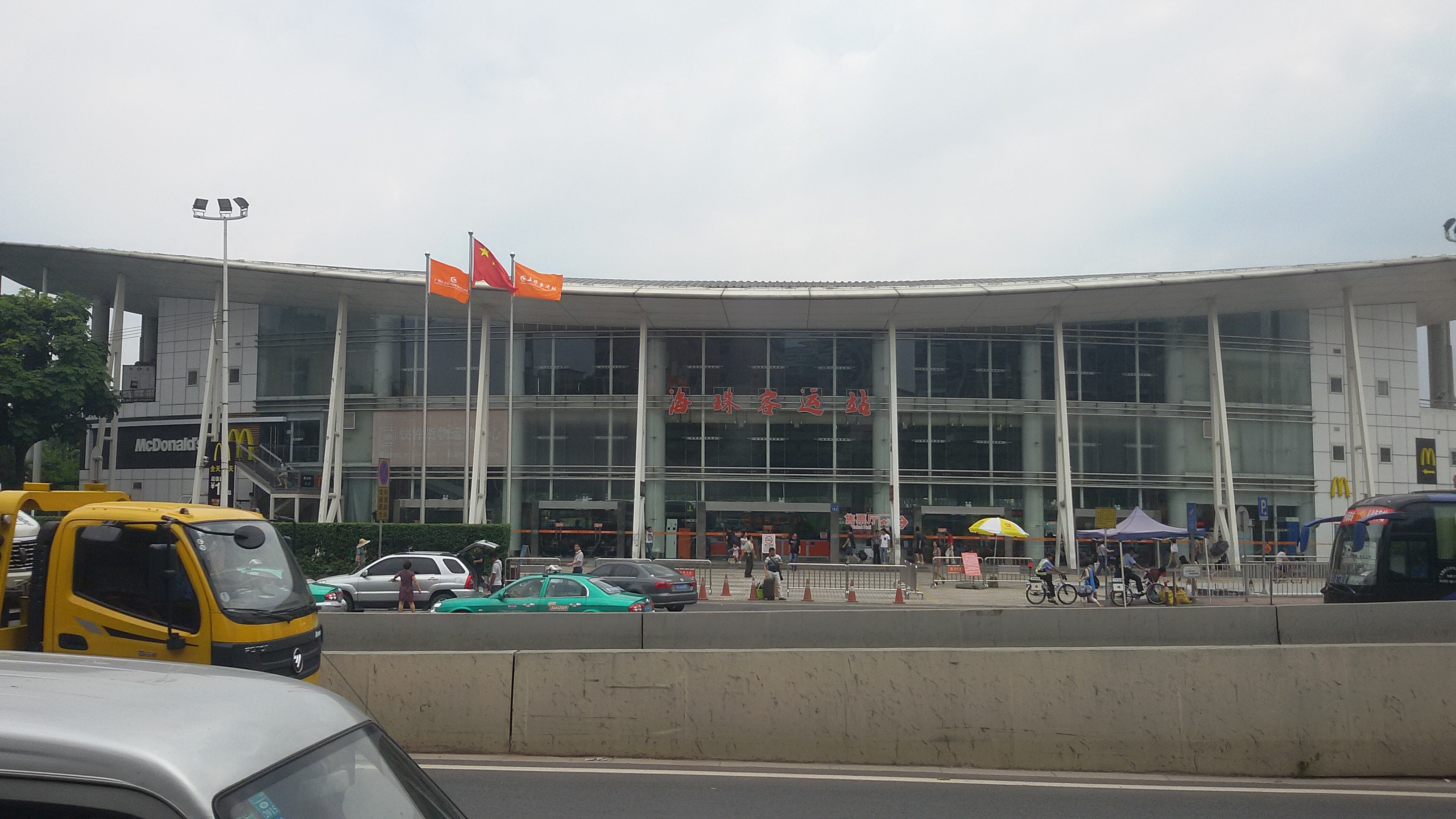

海珠客运站位于中国广州市海珠区的南洲路，是一个公路枢纽的客运站场。主要经营粤东、粤西和珠江三角洲等中短途公路客运及广西、湖南、湖北、江西、河南、四川等地的跨省线路，该站于2003年建成并投入营运。
海珠客运站座落在南洲路西测，东邻广州大道、东晓路，南连洛溪大桥、广州环城高速，往西可达鹤洞大桥，紧靠地铁二号线及广佛地铁的南洲站。

## 覆盖线路

### 省内
- 深圳市：宝安、福永、南山、沙井
- 珠海市：拱北、香洲
- 汕头市：潮阳、陈店
- 佛山市：顺德容桂、顺德大良、三水西南
- 韶关市：南雄、南雄分水垇
- 湛江市：湛江市区、徐闻、霞山、吴川、海安、塘缀、廉江、雷州
- 肇庆市：肇庆火车站、肇庆城东
- 江门市：江门市区、开平
- 茂名市：茂名市区、化州、高州、信宜、电白
- 惠州市：惠州南线、陈江
- 梅州市：城南、梅县、枫朗、大埔、平远、五华、兴宁
- 汕尾市：陆丰、陆河
- 河源市：华城、龙川
- 清远市：清城、英德、连州
- 东莞市：东莞总站，南城
- 揭阳市：揭西、惠来、普宁
- 云浮市：云城、罗定、冲花、罗平、苹塘、围底、新兴

## 公共交通

### 地铁
- 二号线、广佛地铁南洲站